# Pavel Pešata
Pavel Pešata (* 9. března 1975, Slaný) je český kytarista, zpěvák, hudební skladatel a textař působící v punk-rockové kapele Totální nasazení.
V roce 2009 založil společně s bývalým bubeníkem Totálního nasazení Pavlem Pospíšilem punk-rockovou kapelu Dilemma in Cinema. Na konci roku 2013 z rodinných důvodů Totální nasazení opustil, na jeho místo po 21 letech nastoupil kytarista Karel „Karloss“ Máša ze skupiny Jaksi Taksi. Od roku 2015 se několikrát objevil v Totálním nasazení jako host. V roce 2018 se rozhodl pro definitivní návrat do kapely. Během roku 2019 vystupoval rovněž v punk-rockové kapele Louty z Roudnice nad Labem. 